# Yenievler, Sur
Yenievler là một xã thuộc quận Sur, tỉnh Diyarbakır, Thổ Nhĩ Kỳ. Dân số thời điểm năm 2008 là 799 người.